# Maglia Amazonis

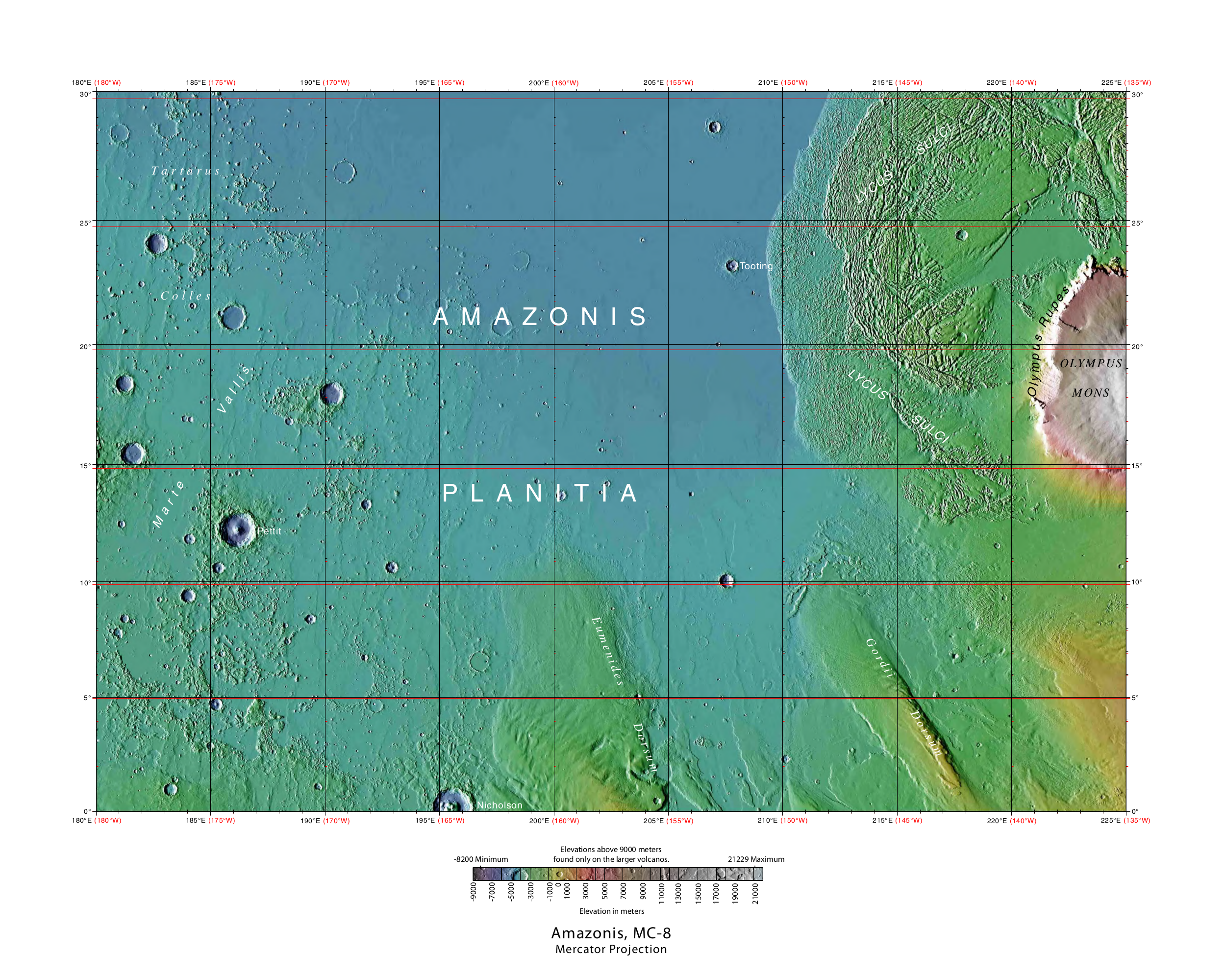
Mappa di MC-08 elaborata dallo strumento Mars Orbiter Laser Altimeter (MOLA) della sonda Mars Global Surveyor (2012). I picchi più elevati sono in rosso e i punti più profondi in blu.

La maglia Amazonis è la regione di Marte che occupa la zona tra i 135° e i 180° di longitudine ovest e tra i 0° e i 30° di latitudine nord ed è classificata col codice MC-08.
Il suo nome deriva dall'omonima Planitia, principale elemento della regione.

## Elementi geologici
La maglia è caratterizzata da una densità molto bassa di crateri meteoritici, quindi è una delle zone geologicamente più giovani del pianeta. Elementi di risalto sono la Amazonis Planitia, che ricopre quasi interamente la maglia, e il Olympus Mons, che si erge all'estremo est della maglia con i suoi 25 km di altezza.

## Esplorazione
Al 2018 non è stata effettuata nessuna missione robotica di superficie in questa maglia e non ne è nemmeno prevista alcuna per il futuro. I dati e le immagini relativi a questa maglia sono stati ripresi da orbiter e sonde che hanno effettuato il fly-by.